# دنيس كيم
دنيس كيم هو عازف كمان كندي، ولد في 1975 في سول في كوريا الجنوبية.